# Le nuove avventure dei Robinson
Le nuove avventure dei Robinson è un film del 1979 diretto da Jack Couffer con Robert Logan, George Buck Flower e Susan Damante-Shaw.
È il terzo della serie inaugurata da La grande avventura e proseguita con La grande avventura continua. Questo film, come quelli precedenti, è stato girato nello stato del Colorado.

## Trama
In questo ultimo film della serie, i Robinson celebrano l'arrivo della primavera, dopo essere sopravvissuti ad un lungo e atroce inverno. Presto la loro felicità è minacciata dall'arrivo di un ranger del Servizio Forestale, che li informa che devono lasciare presto la loro casa di montagna, in quanto è situata su un terreno di estrazione legittimo. Inoltre, Pat scopre che sua madre è malata e decide di tornare a Los Angeles. I Robinson perderanno la loro casa di montagna? E Pat tornerà in città?

## DVD
- Data di uscita: 1º gennaio 2003
- Full screen
- Region: 1
- Aspetto: 1.33:1
- Tracce audio: inglese, italiano
- Sottotitoli: italiano, inglese, spagnolo
- Durata: 100 minuti